# 台北車站地下商場

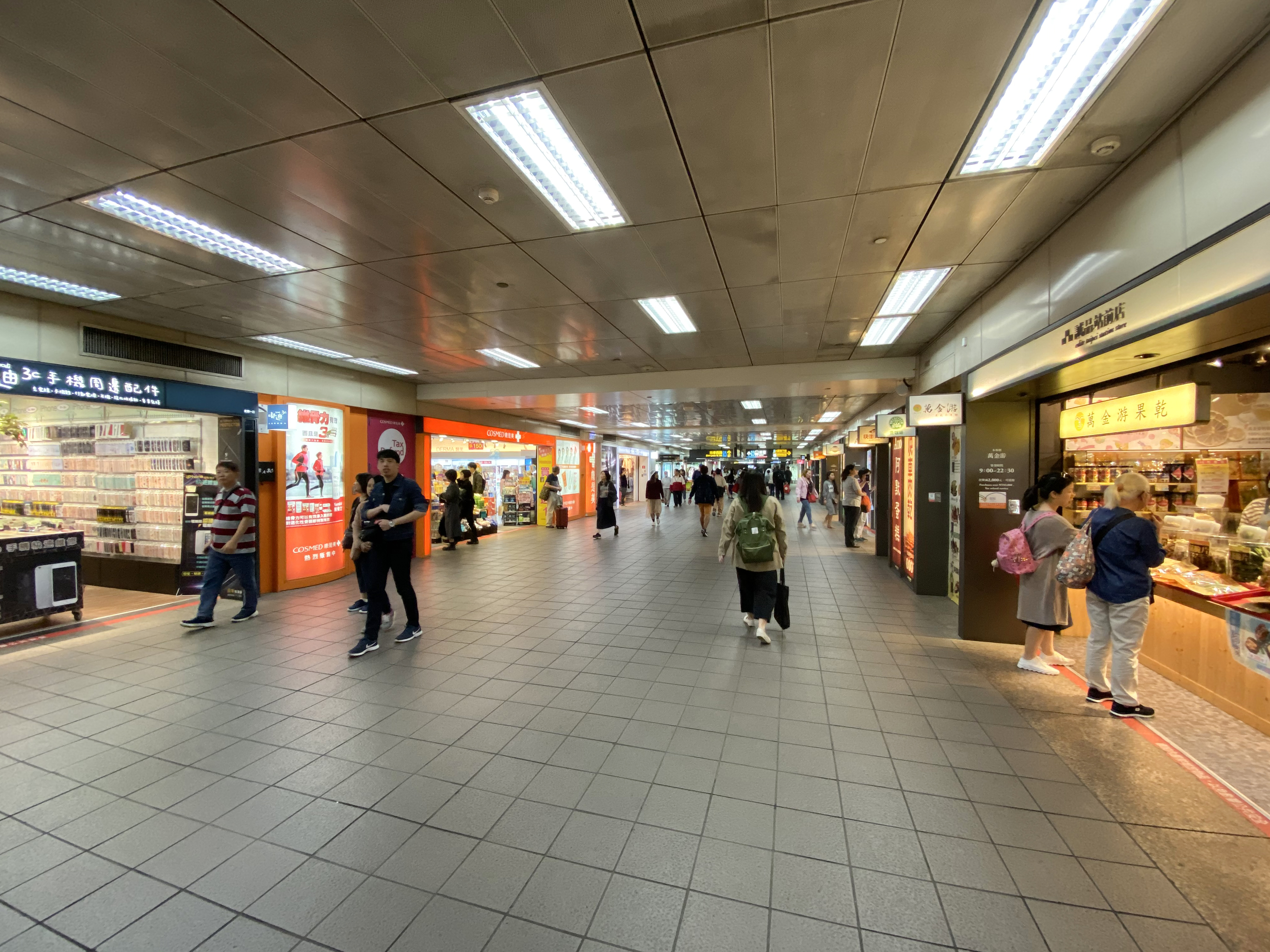
台北車站地下商場（2019年）

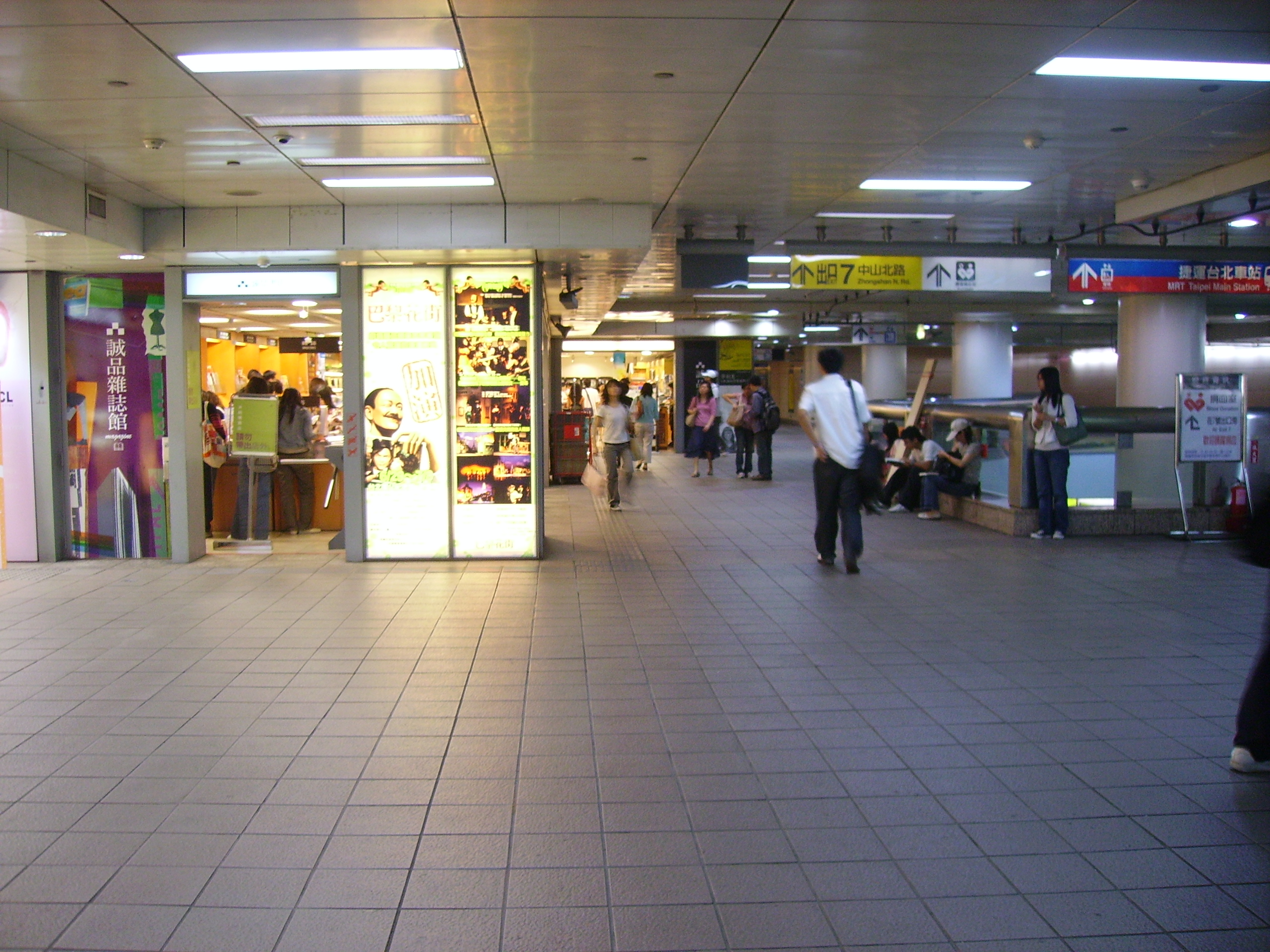
台北車站地下商場內的誠品書店入口（2007年）

台北車站地下商場是位於台灣台北市中正區的地下街，因曾經由誠品書店得標營運，故又名（台北車站）誠品地下街、（台北車站）誠品地下商場。2005年，此區改由爭鮮得標營運，正式名稱變成台北新世界捷運美食館。2012年春，隨著經營權再次由誠品奪下，地下街再次進行改裝，於五月初全面開幕，並與台北車站K區地下街一同合稱為「誠品站前店」，單稱誠品台北車站捷運店。

## 地下街構造及位置
位於捷運台北車站地下一樓，地下二樓以下為捷運台北車站南港線與淡水線。北與臺鐵與高鐵台北車站相接，西與站前地下街相連，西北與誠品站前店設有兩個通道相接，設有四個往地下二樓的通道與捷運台北車站付費區相連。共有六個出入口（捷運台北車站出入口M3至M8），均以英文字母M為編號開頭；出入口M5是最後啟用的。
| 出入口                                             | 圖片 | 位置                |
| -------------------------------------------------- | ---- | ------------------- |
| 出入口M2                                           |      | 國光客運 台北車站   |
| 出入口M3                                           |      | 天成大飯店          |
| 出入口M4                                           |      | 台鐵 高鐵（南三門） |
| 出入口M5                                           |      | 站前廣場            |
| 出入口M6                                           |      | 台北凱撒大飯店      |
| 出入口M7                                           |      | 中山北路            |
| 出入口M8                                           |      | 公園路              |
| 出口M1、M2主要供捷運台北車站使用，未與此地下街相連 |      |                     |

## 利用現況
- 1號店舖：

台灣血液基金會台北捐血中心捷運捐血室
- 2號店舖：

辦公室、姆提衣服修改工作室(誠品)
- 3號店舖：

誠品書店(誠品)（已歇業）
- 4號店舖：

UNIQLO（已歇業）、美體小舖、grion、沙伯迪奧配件、American Tourister、乳油木之家(誠品)
- 5號店舖：

佐丹奴、康是美、遠傳電信服務中心
- 6號店舖：

Amo蛋糕、快車肉乾、美國Krispy kreme甜甜圈、樺達奶茶、星巴克、山崎麵包、吉野家、MOS漢堡、Mister Dount、COCO壱番屋....等知名品牌進駐。(誠品)
- 7號店舖：

爭鮮壽司、樂田麵包。
- 8號店舖：

星巴克、香帥蛋糕、德風健康、麥坎納、上信饌玉、麗緻麵包坊、Boost Juice Bar澳洲果昔(誠品)
本地下街完工於1997年。2001年，因納莉颱風造成台北市淹水，地下街也成為水鄉澤國；後來陸續復原，已經恢復原本的光彩。

## 外部連結
- 誠品台北車站捷運店-eslite誠品官網 （页面存档备份，存于）